# XP (kristusmonogram)
XP eller kristogram (unicode: ☧; latin: crismon, engelska: Chi Rho, uttal: /ˈkaɪ ˈroʊ/) är en kristen symbol som står för Kristus. Det utgörs av sammanflätade grekiska bokstäverna chi (Χ) och rho (Ρ), de två första bokstäverna i Kristus på grekiska – ΧΡΙΣΤΟΣ (Christos). Dito monogram bildat av bokstäver ur namnet Jesus Kristus brukar kallas för kristusmonogram.
XP är det äldsta kända kristogrammet och dyker upp redan under de första århundradena efter Kristus i samband med det romerska baneret Labarum (därav ibland kallad Labarum), varför det även kan ha börjat som en icke kristen symbol.

## Galleri

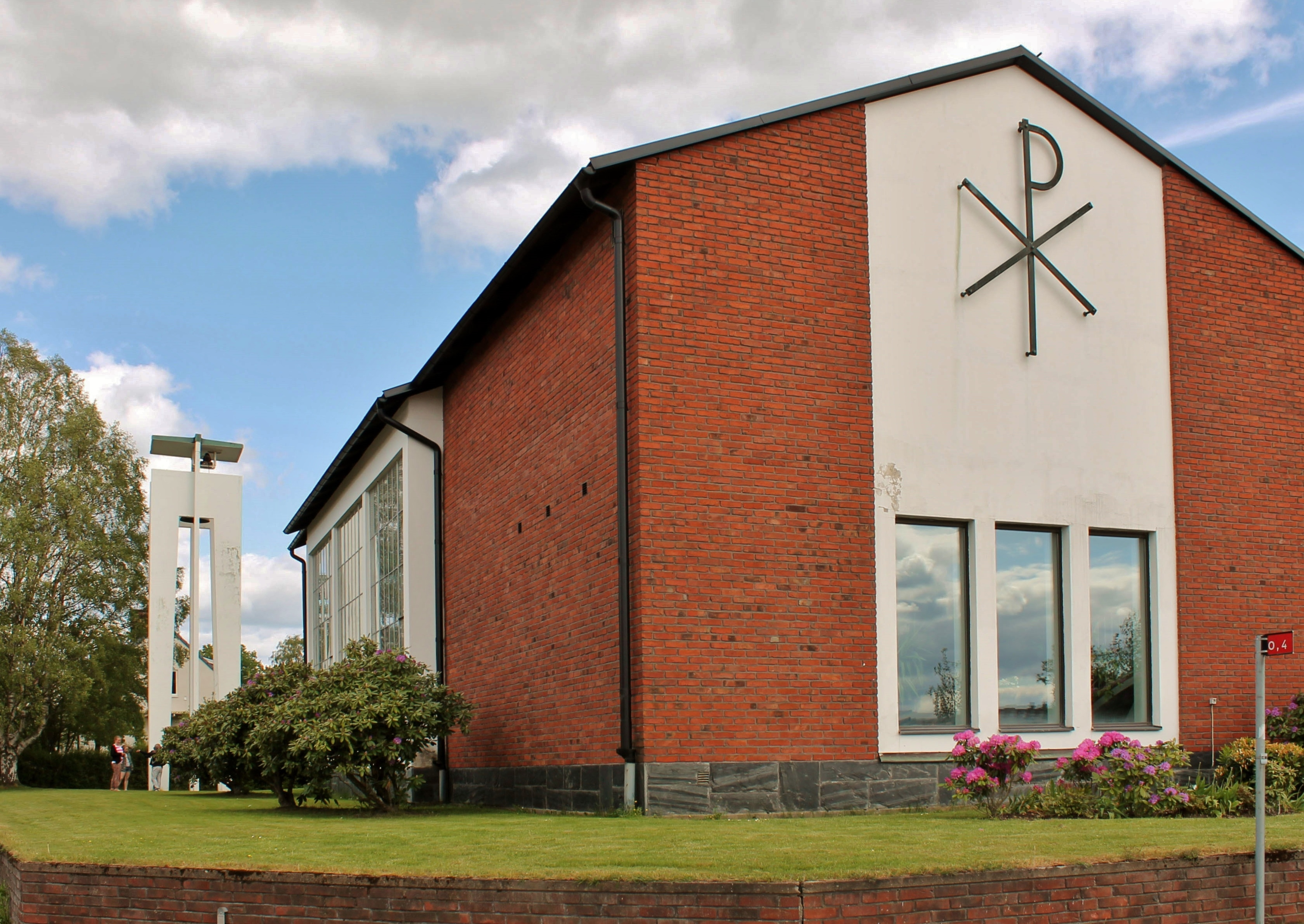
XP på fasaden till Västrabo kyrka.
Labarum-baneret.
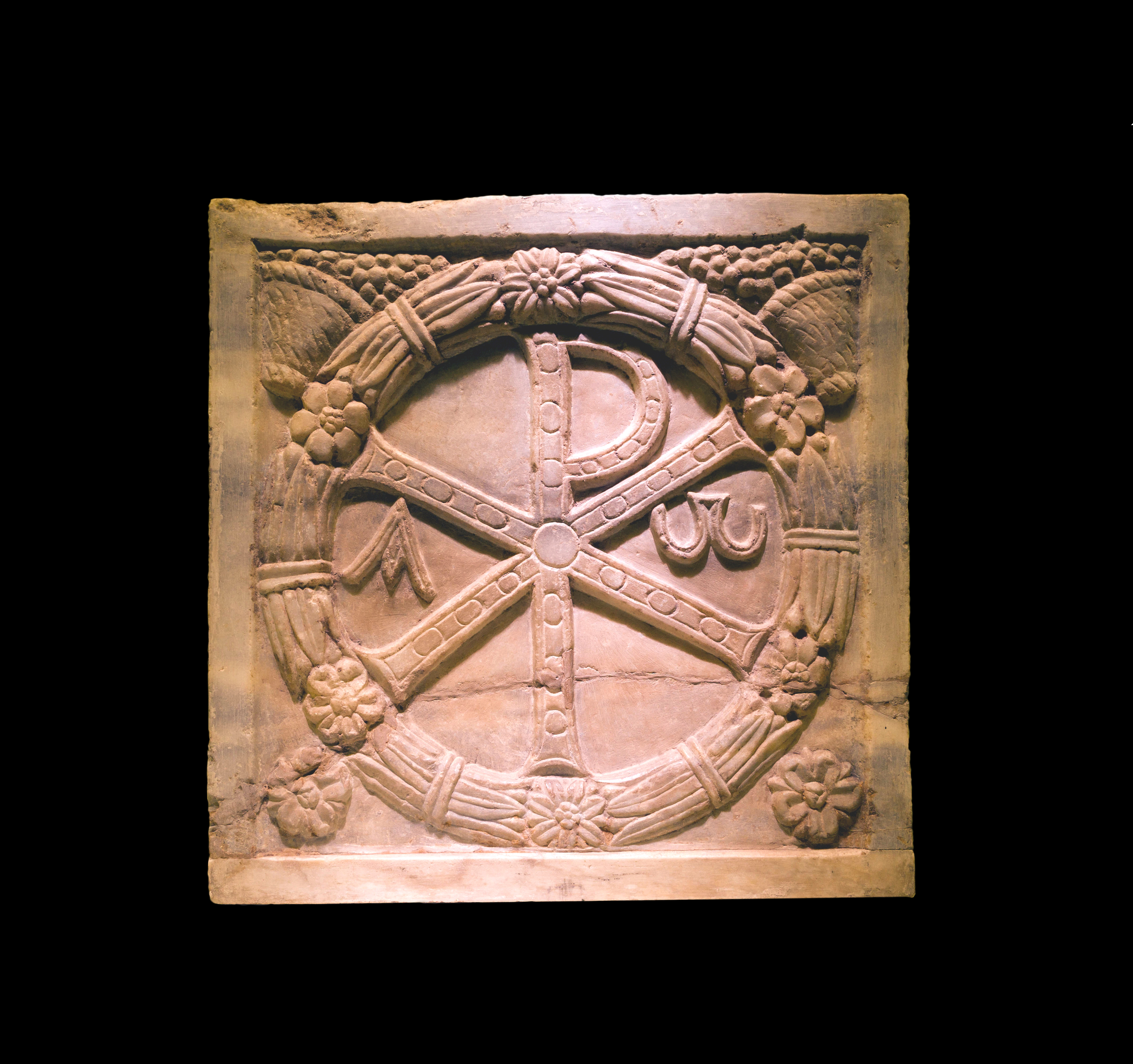
XP på en plakett av en sarkofag, 300-talet e.Kr.

## Andra kristusmonogram
- IHS
- INRI
- JHVH

### Webbkällor
- ”Symboler på barnens altare”. svenska kyrkan (SvK). svenskakyrkan.se. https://www.svenskakyrkan.se/filer/Symboler%20p%C3%A5%20lekaltaret.pdf. Läst 29 maj 2024.
- ”Symboler”. svenska kyrkan (SvK). svenskakyrkan.se. https://www.svenskakyrkan.se/folkungabygden/symboler. Läst 29 maj 2024.